# Arthonia myriocarpella
Arthonia myriocarpella är en lavart som beskrevs av Nyl. Arthonia myriocarpella ingår i släktet Arthonia och familjen Arthoniaceae.   Inga underarter finns listade i Catalogue of Life.